# Lisa Larsson
Eva Astrid Elisabeth Larsson, känd som Lisa Larsson, född 14 februari 1967 i Växjö församling i Kronobergs län, är en svensk operasångare (sopran).
Larsson var från början konsertflöjtist och studerade senare i Basel där hon även blev medlem i Zürich Opera Studio (Zürichoperan). Där debuterade hon 1995 och har sedan dess uppträtt på operascener över hela Europa.
Hon debuterade på La Scala i Milano som Papagena i Trollflöjten. Hon sjunger mest Mozart och har framträtt i roller som Zerlina i Don Giovanni, Susanna i Figaros bröllop och Pamina i Trollflöjten.
Larsson är äldre syster till skådespelaren och författaren Henrik Larsson.

## Utmärkelser
- Medaljen Litteris et Artibus (2020) för framstående konstnärliga insatser som operasångare.[6]